# سرپل (نظامی)
سرپل (انگلیسی: Bridgehead) در راهبرد نظامی منطقه مهم استراتژیک زمین در اطراف بخش انتهایی یک پل یا مکان دیگری برای عبور احتمالی از روی یک پهنه آبی است که در زمان درگیری، نیروهای متخاصم به دنبال دفاع یا تصرف آن هستند.
سرپل‌ها معمولاً فقط برای چند روز وجود دارند، نیروهای مهاجم یا به عقب رانده می‌شوند یا سرپل را گسترش می‌دهند تا یک منطقه استقرار دفاعی امن ایجاد کنند، قبل از اینکه به قلمرو دشمن حمله کنند، مانند زمانی که لشکر ۹ زرهی ایالات متحده در سال ۱۹۴۵ در طول جنگ جهانی دوم، پل لودندورف را در رماگن تصرف کرد. در برخی موارد، یک سرپل ممکن است ماه‌ها وجود داشته باشد.